# Holotrichia yui
Holotrichia yui är en skalbaggsart som beskrevs av Kobayashi 1995. Holotrichia yui ingår i släktet Holotrichia och familjen Melolonthidae. Inga underarter finns listade i Catalogue of Life.